# 1914-1918-Online
1914-1918-Online, en forme longue 1914-1918 online. International Encyclopedia of the First World War, est une encyclopédie en ligne anglophone consacrée à la Première Guerre mondiale (1914-1918). Elle est officiellement en ligne depuis le 8 octobre 2014. Fondée et éditée par l'université libre de Berlin et la Fondation allemande pour la recherche, elle constitue un réseau de recherche historique.

## Historique
Soutenue par divers partenaires internationaux, entre autres les instituts historiques allemands de Londres, Moscou, Paris, Rome et Varsovie et par l'institut oriental d'Istanbul, l'encyclopédie numérique 1914-1918-Online fut initiée à l´approche du centenaire du début de la guerre de 1914 par l'université libre de Berlin (FU Berlin) et la Bayerische Staatsbibliothek (bibliothèque d'état de Bavière) à Munich. Elle bénéficia, entre 2011 et 2015, de subventions d'un montant de plusieurs millions d'euros versées par la fondation allemande pour la recherche (DFG). Une aide financière pour une nouvelle période d'octroi a été mise en vigueur avec l'« Open Encyclopedia System » de la DFG. 

## Objectif
L'objectif du projet est de mettre à disposition de la communauté scientifique et d'un public intéressé les résultats d'une recherche scientifique globale. Plus de mille experts, de plus de cinquante pays travaillent à la rédaction d´environ 1 600 entrées. Les contenus sont publiés sous licence Creative Commons. Les textes, susceptibles d'être cités et dotés d'un Digital Object Identifier (DOI), sont soumis à l'évaluation par des pairs. 1914-1918-Online, et organisé par régions et par thèmes. Les différents articles, accompagnés de divers éléments illustratifs, tels que des images ou des cartes, peuvent être explorés grâce à différents outils de recherche et de navigation (filtres, registres, ligne de temps). Plusieurs liens et interfaces existent entre l'encyclopédie et les autres banques de données et systèmes informatiques comme Europeana 1914-1918, CENDARI, WorldCat et Zotero.
Le projet fut sélectionné, en 2015, dans la liste de l'American Library Association « Annual list of Best Historical Materials » et, la même année, l'équipe chargée de le développer obtint le second prix Berliner Digital Humanities, décerné par l'Académie des sciences de Berlin-Brandebourg.    

## Comité éditorial
Le comité éditorial se compose de sept éditeurs généraux, assistés d'éditeurs de sections, en plus d'environ cent consultants externes. Parmi les membres de son comité consultatif de rédaction, sont nommés : Annette Becker, Gerhard Hirschfeld, John Horne, Jürgen Kocka, Gerd Krumeich, Hew Strachan et Erik-Jan Zürcher.